# Sematophyllum nanocephalum
Sematophyllum nanocephalum är en bladmossart som beskrevs av Brotherus 1925. Sematophyllum nanocephalum ingår i släktet Sematophyllum och familjen Sematophyllaceae. Inga underarter finns listade i Catalogue of Life.